# Fonction xi de Riemann

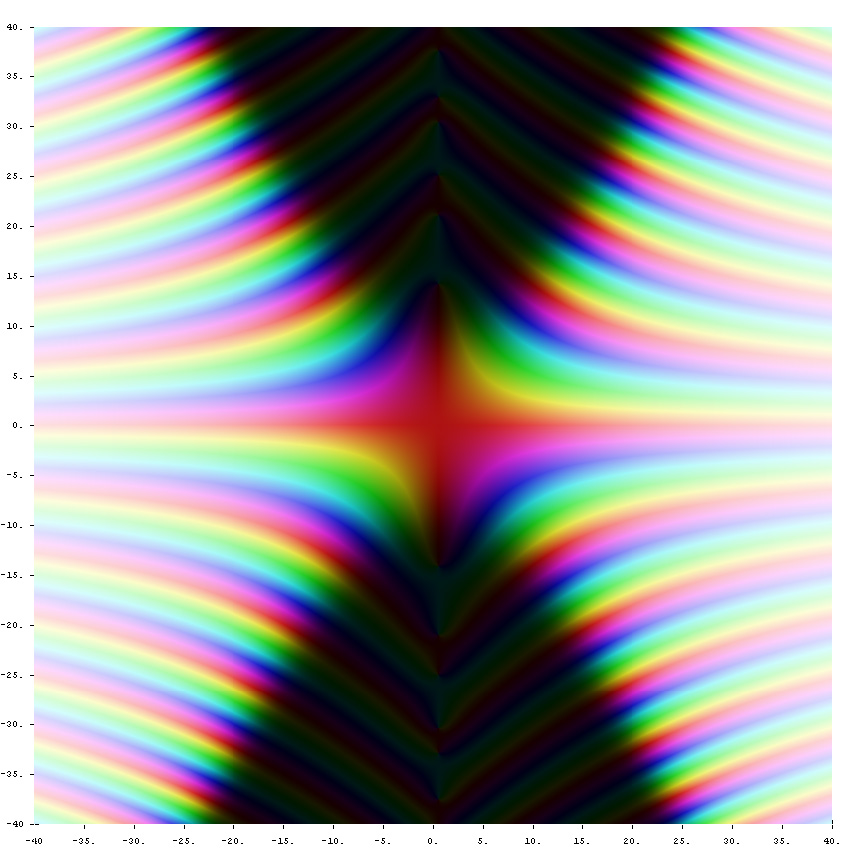
La fonction xi de Riemann dans le plan complexe La couleur d'un point code la valeur de : des couleurs sombres dénotent des valeurs proches de zéro et la nuance indique l'argument de la valeur.

En mathématiques, la fonction xi de Riemann est une variante de la fonction zêta de Riemann et est définie de manière à avoir une équation fonctionnelle particulièrement simple. La fonction est nommée en l'honneur de Bernhard Riemann. 

## Définition et propriétés
La fonction désignée de nos jours comme la fonction ξ (prononcée "xi") de Riemann est définie pour tout {\displaystyle s\in \mathbb {C} } par
{\displaystyle \xi (s):={\frac {1}{2}}s(s-1)\,\pi ^{-s/2}\,\Gamma \left({\frac {1}{2}}s\right)\zeta (s),}où ζ(s) désigne la fonction zêta de Riemann et Γ(s) est la fonction Gamma. Cette notation est due à Edmund Landau. La fonction que Riemann notait ξ a été rebaptisée Ξ par Landau et satisfait à
{\displaystyle \Xi (z)=\xi \left({\tfrac {1}{2}}+z\mathrm {i} \right).}
L'équation fonctionnelle de ξ est donnée par 
{\displaystyle \xi (1-s)=\xi (s),}
provenant de l'équation fonctionnelle de ζ. Celle de Ξ est donnée par
{\displaystyle \Xi (-z)=\Xi (z)~.}

De nombreuses propriétés de ξ découlent de celles de ζ : par exemple, ξ est holomorphe dans tout le plan complexe (et on a ξ(0) = ξ(1) = 1/2). De plus, tous ses zéros sont dans la bande critique {\textstyle 0<{\mathcal {R}}e(s)<1} et dans cette dernière, ξ possède les mêmes zéros que ζ .

## Valeurs
La forme générale des valeurs aux entiers pairs positifs est donnée par 
{\displaystyle \xi (2n)=(-1)^{n+1}{\frac {n!}{(2n)!}}B_{2n}2^{2n-1}\pi ^{n}(2n-1)}
où {\displaystyle B_{n}} désigne le n-ième nombre de Bernoulli. Par exemple, on a {\textstyle \xi (2)={\pi }/{6}}. 

## Représentations en série
La fonction possède le développement en série 
{\displaystyle {\frac {\mathrm {d} }{\mathrm {d} z}}\ln \xi \left({\frac {-z}{1-z}}\right)=\sum _{n=0}^{\infty }\lambda _{n+1}z^{n},}
où 
{\displaystyle \lambda _{n}={\frac {1}{(n-1)!}}\left.{\frac {\mathrm {d} ^{n}}{\mathrm {d} s^{n}}}\left[s^{n-1}\log \xi (s)\right]\right|_{s=1}=\sum _{\varrho }\left[1-\left(1-{\frac {1}{\varrho }}\right)^{n}\right],}
où la somme s'étend sur {\displaystyle \varrho }, les zéros non triviaux de la fonction zêta, dans l'ordre de la valeur absolue de sa partie imaginaire. 
Ce développement joue un rôle particulièrement important dans le critère de Li, qui stipule que l'hypothèse de Riemann équivaut à avoir {\textstyle \lambda _{n}>0} pour tout n positif.

## Formule de Riemann-van Mangoldt
En notant {\textstyle \varrho =\beta +\mathrm {i} \gamma } un zéro quelconque de {\displaystyle \xi }, on pose 
{\displaystyle N(T):=\sum _{\varrho \,:\,0\leqslant \gamma \leqslant T}1.}
La formule de Riemann-von Mangoldt établit alors une formule asymptotique pour cette fonction lorsque  {\displaystyle T\rightarrow +\infty }
{\displaystyle N(T)={\frac {T}{2\pi }}\ln \left({\frac {T}{2\pi }}\right)-{\frac {T}{2\pi }}+O(\ln {T}).}
En particulier, cela implique que {\displaystyle \zeta } possède une infinité de zéros non triviaux.

## Produit de Hadamard
Le développement de Hadamard relatif aux zéros de {\displaystyle \xi } est donné par
{\displaystyle \xi (s)=\mathrm {e} ^{as}\,\prod _{\varrho }\left(1-{\frac {s}{\varrho }}\right)\mathrm {e} ^{s/\varrho }}
où {\textstyle a={\tfrac {1}{2}}\ln(4\pi )-{\tfrac {1}{2}}\gamma -1\approx -0,02310} ({\displaystyle \gamma } étant la constante d'Euler-Mascheroni). On en déduit alors le développement pour {\displaystyle \zeta }
{\displaystyle \zeta (s)={\frac {\mathrm {e} ^{bs}}{2(s-1)}}\,\Gamma \left({\frac {s}{2}}+1\right)^{-1}\,\prod _{\varrho }\left(1-{\frac {s}{\varrho }}\right)\mathrm {e} ^{s/\varrho }\qquad (s\neq 1)}
où {\textstyle b=\ln(2\pi )-{\tfrac {1}{2}}\gamma -1\approx 0,54927} (avec la même définition pour {\displaystyle \gamma }).